# All Things
All Things è il secondo album del gruppo jazz gallese Slowly Rolling Camera, pubblicato dalla Edition Records nel 2016.

## Tracce
Compact disc
1. The Fix – 6:24
2. Delusive – 5:55
3. Oblivion – 6:16
4. Room With A View – 5:14
5. Scintillation – 5:22
6. High Praise – 5:41
7. Unsetting Sun – 4:28
8. The Brink – 3:13
9. All Things – 2:35

Durata totale: 45:08

## Formazione
- Dionne Bennett - testi, voce
- Dave Stapleton moog, Fender Rhodes, pianoforte, organo Hammond
- Deri Roberts - produttore, tastiera elettronica, pandeiro, Cuíca, berimbau, udu, cabasa, calabash, cimbalini a dita
- Elliot Bennett - batteria
- Stuart McCallum - chitarra
- Aidan Thorne - contrabbasso
- Ben Waghorn - sassofono, clarinetto

Altri musicisti:
- Laura Jurd - tromba
- Gareth Roberts - trombone
- Simon Kodurand, Christiana Mavron, Katy Rowe, Victoria Stapleton - violino
- Ilona Bondar, Niamh Ferris - viola
- Matt Robertson - sintetizzatore
- Sarah Davison, Abigail Blackman - violoncello